# Tentilhão-montês

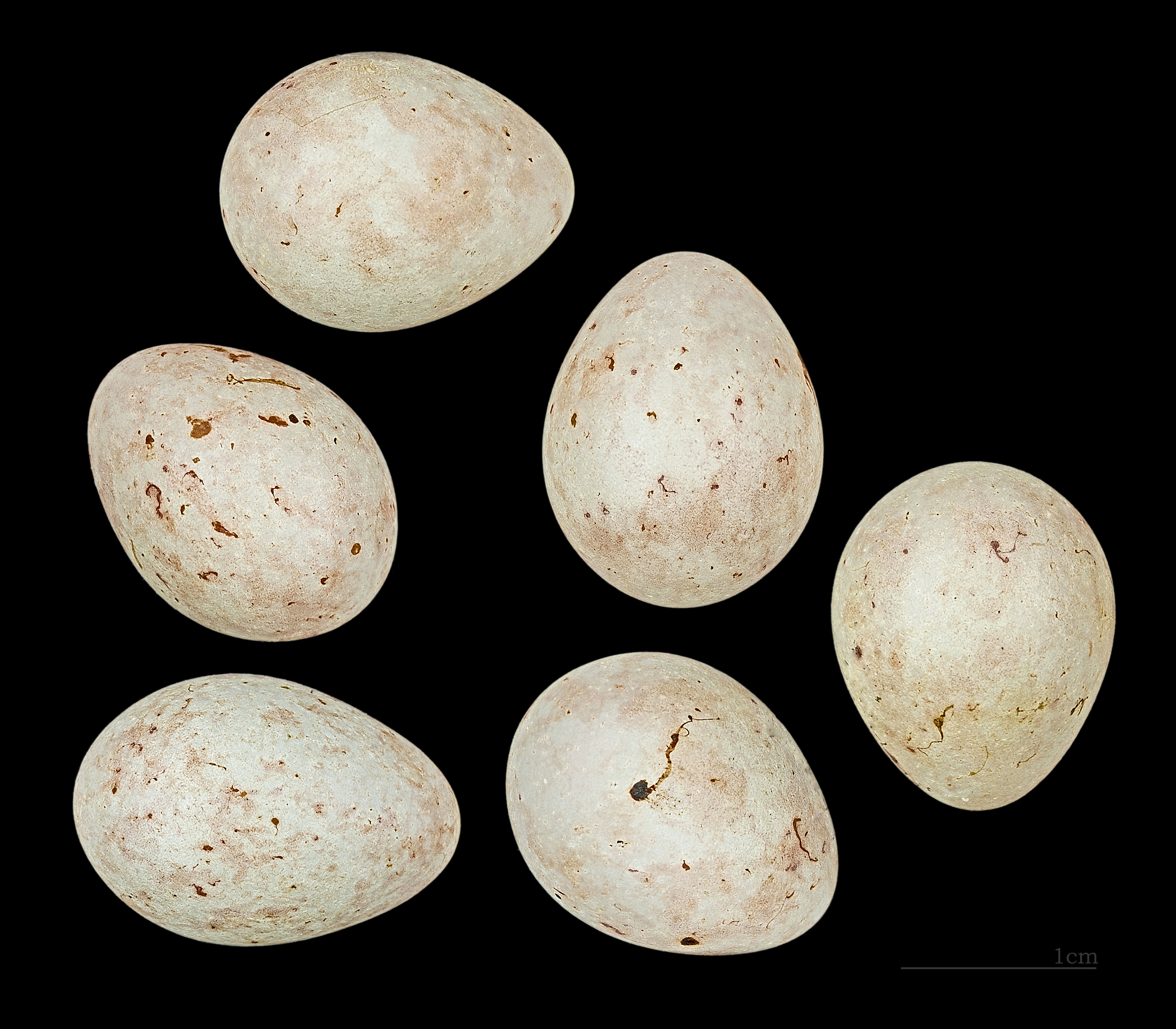
Fringilla montifringilla MHNT

O tentilhão-montês (Fringilla montifringilla) é uma ave da família Fringillidae. Caracteriza-se pelo bico cónico e pela plumagem preta e cor-de-laranja.
Esta espécie nidifica no norte da Europa (Fino-Escandinávia) e inverna sobretudo na Europa central. Em Portugal é um invernante raro, que ocorre em números muito variáveis de ano para ano.

## Subespécies
A espécie é monotípica (não são reconhecidas subespécies).